# Nejlepší z Brooklynu
Nejlepší z Brooklynu (v anglickém originále Brooklyn’s Finest) je americký akční film z roku 2009. Režisérem filmu je Antoine Fuqua. Hlavní role ve filmu ztvárnili Richard Gere, Don Cheadle, Ethan Hawke, Wesley Snipes a Vincent D’Onofrio.

## Obsazení
| Richard Gere      | Edward Dugan      |
| Don Cheadle       | Clarence Butler   |
| Ethan Hawke       | Salvatore Procida |
| Wesley Snipes     | Casanova Phillips |
| Vincent D’Onofrio | Bobby Powers      |
| Brían F. O’Byrne  | Ronny Rosario     |
| Will Patton       | Bill Hobarts      |
| Shannon Kane      | Chantel           |
| Ellen Barkin      | Smithová          |
| Raquel Castro     | Katherine         |